# Noureen DeWulf
Noureen DeWulf (New York, 28 februari 1984) is een Amerikaanse actrice van Indiase afkomst.

## Biografie
Noureen DeWulfs ouders waren afkomstig uit het Indiase Poona en DeWulf werd strikt islamitisch opgevoed in Georgia.
Ze studeerde kunsten aan de universiteit van Boston. In 2005 speelde DeWulf een hoofdrol in de kortfilm West Bank Story over een moslima die verliefd wordt op een Israëlische soldaat. De film kreeg een Academy Award voor beste realistische kortfilm. Verder speelde ze gastrollen in verscheidene televisieseries. In 2006 was ze te zien in de film American Dreamz. In 2007 had ze een kleine rol in Ocean's Thirteen. Nog in 2007 stond ze op de honderdste plaats van de Hot 100 of 2007 van Maxim en in juni dat jaar stond ze op de cover van dat mannenblad.

## Filmografie
- Biblioteca Nacional de España: XX5156684
- Bibliothèque nationale de France: cb167382547 (data)
- International Standard Name Identifier: 0000 0000 4852 4509
- Library of Congress Control Number: no2007054521
- Virtual International Authority File: 24377339
- WorldCat: E39PBJf48hDyWdTXmbCBKGxxDq